# Delias henningia
Delias henningia é uma borboleta da família Pieridae. Foi descrita por Johann Friedrich von Eschscholtz em 1821. É encontrada no reino Indomalaio.
A envergadura é de cerca de 66 a 78 mm para os machos e 80 a 92 mm para as fêmeas.

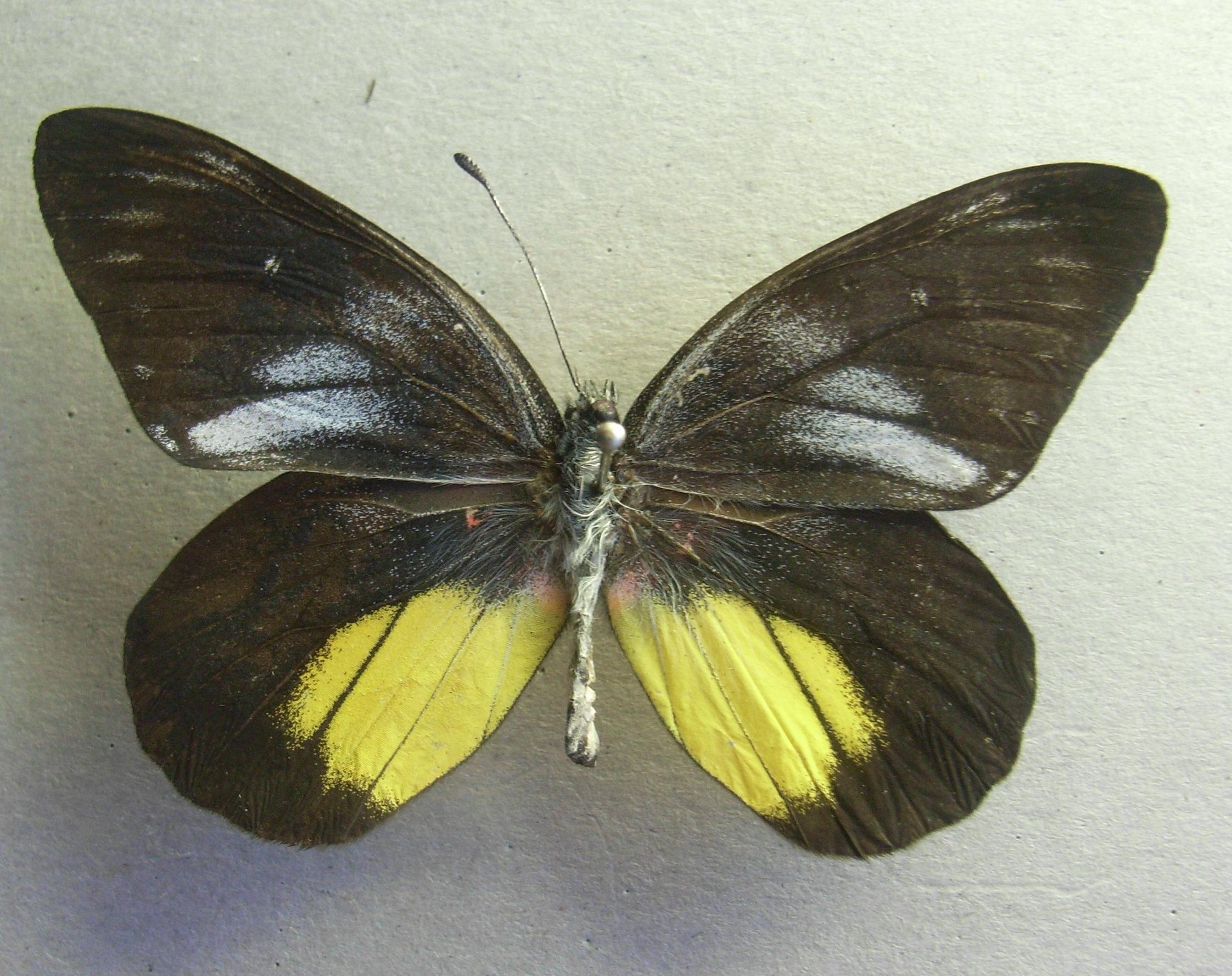
Delias henningia (macho)

## Subespécies
- D. h. henningia (Filipinas: Luzon, Marinduque, Mindoro, Samar, Leyte, Negros e Panay)
- D. h. camotana Fruhstorfer, 1910 (Filipinas: Camotes)
- D. h. ochreopicta Butler, 1869 (Filipinas: Mindanao)
- D. h. palawana Yagishita, 1993 (Filipinas: Palawan)
- D. h. pandemia (Wallace, 1869) (Bornéu, Palawan)
- D. h. Romblonensis Nakano e Yagishita, 1993 (Romblon Tablas, Sibuyan)
- D. h. vocony Fruhstorfer, 1910 (Filipinas: Bohol)